# La Mort d'Adonis
Pour les articles homonymes, voir Adonis et Vénus et Adonis.
La Mort d'Adonis est une peinture de Pierre Paul Rubens créée vers 1614. Elle est conservée au musée d'Israël à Jérusalem. Elle montre Adonis pleuré par Vénus, Cupidon et les Trois Grâces.